# Royal Aircraft Factory F.E.8
Royal Aircraft Factory F.E.8 là một mẫu máy bay tiêm kích của Anh trong Chiến tranh thế giới I, do Royal Aircraft Factory thiết kế.

## Quốc gia sử dụng
Anh Quốc
- Quân đoàn Không quân Hoàng gia

## Tính năng kỹ chiến thuật (F.E.8 (động cơ Le Rhône))
Dữ liệu lấy từ War Planes of the First World War 
Đặc điểm tổng quát
- Kíp lái: 1
- Chiều dài: 23ft 8 in (7,21 m)
- Sải cánh: 31 ft 6 in (9,6 m)
- Chiều cao: 9 ft 2 in (2,8 m)
- Diện tích cánh: 218 ft² (20,25 m²)
- Trọng lượng rỗng: 960 lb (406 kg)
- Trọng lượng có tải: 1.470 lb (668 kg)
- Động cơ: 1 × Le Rhône kiểu động cơ piston, 9 xy-lanh, làm mát bằng không khí, 110 hp (82 kW)

 Hiệu suất bay 
- Vận tốc cực đại: 93,6 mph (151 km/h, 81 knot)
- Trần bay: 14.500 ft (4.420 m)
- Lên độ cao 6.000 ft (1.830 m):8 phút 20 giây
- Thời gian bay: 2,5 h (động cơ Monosoupape)

Trang bị vũ khí

- Súng: 1 Súng máy Lewis 0.303 in
- Bom: Bom